# Bactris pickelii
Espèce
Statut de conservation UICN

 VU A1c : Vulnérable
Bactris pickelii est une espèce de plantes de la famille des Arecaceae.

## Publication originale
- Repertorium Specierum Novarum Regni Vegetabilis 34: 199. 1934.